# Jalco Cup
Der Jalco Cup war ein von 1951 bis 1959 zwischen den Nationalmannschaften der Goldküste respektive Ghanas und Nigerias ausgetragener Fußballwettbewerb. Das nigerianische Unternehmen Joe Allen & Co. fungierte als Sponsor des Wettbewerbs.
| Datum             | Spielort                                                  | Heimmannschaft                                            | Resultat                                                  | Gastmannschaft                                            |
| ----------------- | --------------------------------------------------------- | --------------------------------------------------------- | --------------------------------------------------------- | --------------------------------------------------------- |
| 20. Oktober 1951  | Lagos                                                     | Nigeria                                                   | 5:0                                                       | Goldküste                                                 |
| 1952              | wegen politischer Spannungen in der Goldküste ausgefallen | wegen politischer Spannungen in der Goldküste ausgefallen | wegen politischer Spannungen in der Goldküste ausgefallen | wegen politischer Spannungen in der Goldküste ausgefallen |
| 11. Oktober 1953  | Accra                                                     | Goldküste                                                 | 1:0                                                       | Nigeria                                                   |
| 30. Oktober 1954  | Lagos                                                     | Nigeria                                                   | 3:0                                                       | Goldküste                                                 |
| 30. Oktober 1955  | Accra                                                     | Goldküste                                                 | 7:0                                                       | Nigeria                                                   |
| 27. Oktober 1956  | Lagos                                                     | Nigeria                                                   | 3:0                                                       | Goldküste                                                 |
| 27. Oktober 1957  | Accra                                                     | Ghana                                                     | 3:3                                                       | Nigeria                                                   |
| 25. Oktober 1958  | Lagos                                                     | Nigeria                                                   | 3:2                                                       | Ghana                                                     |
| 21. November 1959 | Accra                                                     | Ghana                                                     | 5:2                                                       | Nigeria                                                   |

1960 wurde der Wettbewerb durch den nach Ghanas Präsidenten Kwame Nkrumah benannten Nkrumah Cup ersetzt. Dabei waren auch andere Mannschaften als die Ghanas und Nigerias teilnahmeberechtigt.
| Datum | Spielort | Heimmannschaft | Resultat | Gastmannschaft |
| --- | -------- | -------------- | -------- | -------------- |
| 9. Oktober 1960 | Lagos    | Nigeria        | 0:3      | Ghana          |
| Nigeria qualifizierte sich durch zwei Siege über Dahomey (1:0 und 10:1). |          |                |          |                |
| 27. Februar 1963 | Accra    | Ghana          | 4:0      | Mali           |
| Für die Endrunde des Turniers hatten sich Ghana, Mali, der Senegal und Nigeria (3:1 und 2:1 über Kamerun sowie 1:1 und 4:1 über Dahomey) qualifiziert. Im Halbfinale gewann Ghana gegen Nigeria (5:0) und Mali gegen den Senegal (3:1); das Spiel um den dritten Platz konnte Nigeria schließlich mit einem 4:0 über die Senegalesen für sich entscheiden. |          |                |          |                |

Im Jahr 1965 wurde der Wettbewerb durch den nach Nigerias Präsidenten Nnamdi Azikwe benannten Azikwe Cup ersetzt. Dabei traten erneut nur die Mannschaften aus Ghana und Nigeria in zwei Spielen gegeneinander an.
| Datum                                               | Spielort | Heimmannschaft | Resultat | Gastmannschaft |
| --------------------------------------------------- | -------- | -------------- | -------- | -------------- |
| 30. Oktober 1965                                    | Lagos    | Nigeria        | 0:4      | Ghana          |
| 7. November 1965                                    | Accra    | Ghana          | 3:0      | Nigeria        |
| Damit gewann Ghana die Austragung von 1965 mit 7:0. |          |                |          |                |
| 28. Januar 1967                                     | Lagos    | Nigeria        | 2:2      | Ghana          |
| 12. Februar 1967                                    | Accra    | Ghana          | 2:0      | Nigeria        |
| Damit gewann Ghana die Austragung von 1966 mit 4:2. |          |                |          |                |
| 21. Oktober 1967                                    | Accra    | Ghana          | 2:1      | Nigeria        |
| 23. Dezember 1967                                   | Lagos    | Nigeria        | 2:2      | Ghana          |
| Damit gewann Ghana die Austragung von 1967 mit 4:3. |          |                |          |                |